# Jan Karol Chodkiewicz

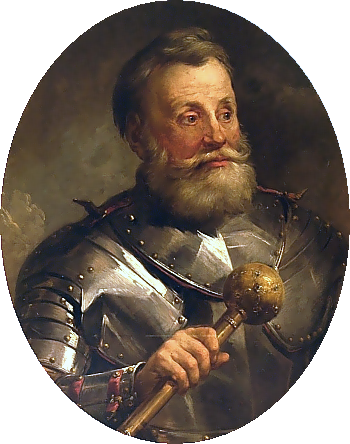
Jan Karol Chodkiewicz

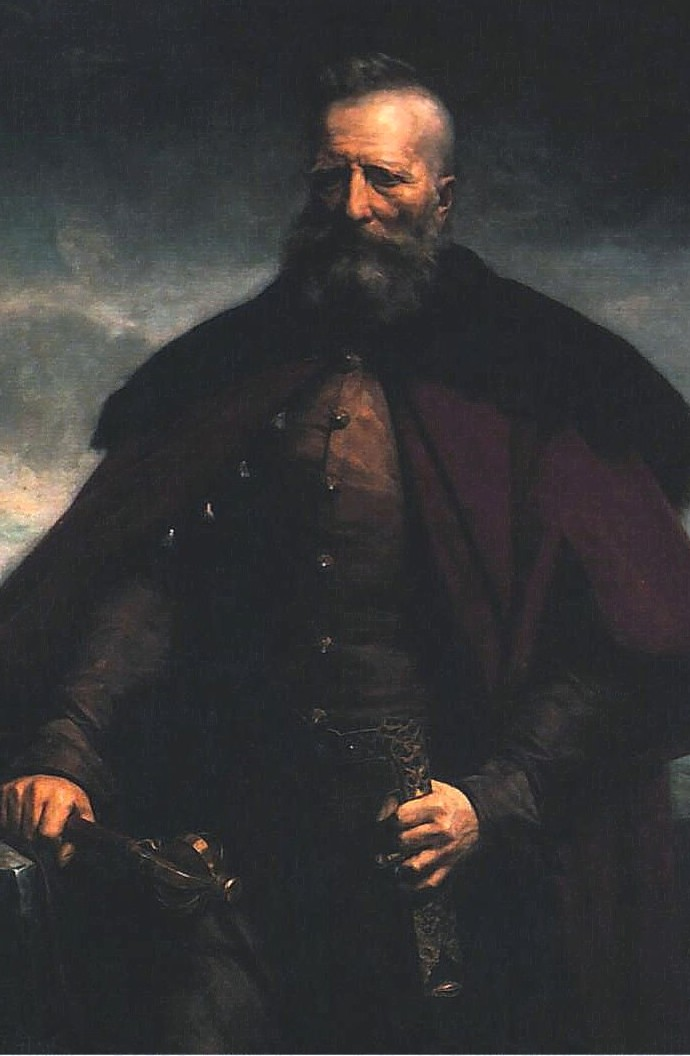
Jan Karol Chodkiewicz
(1560–1621)

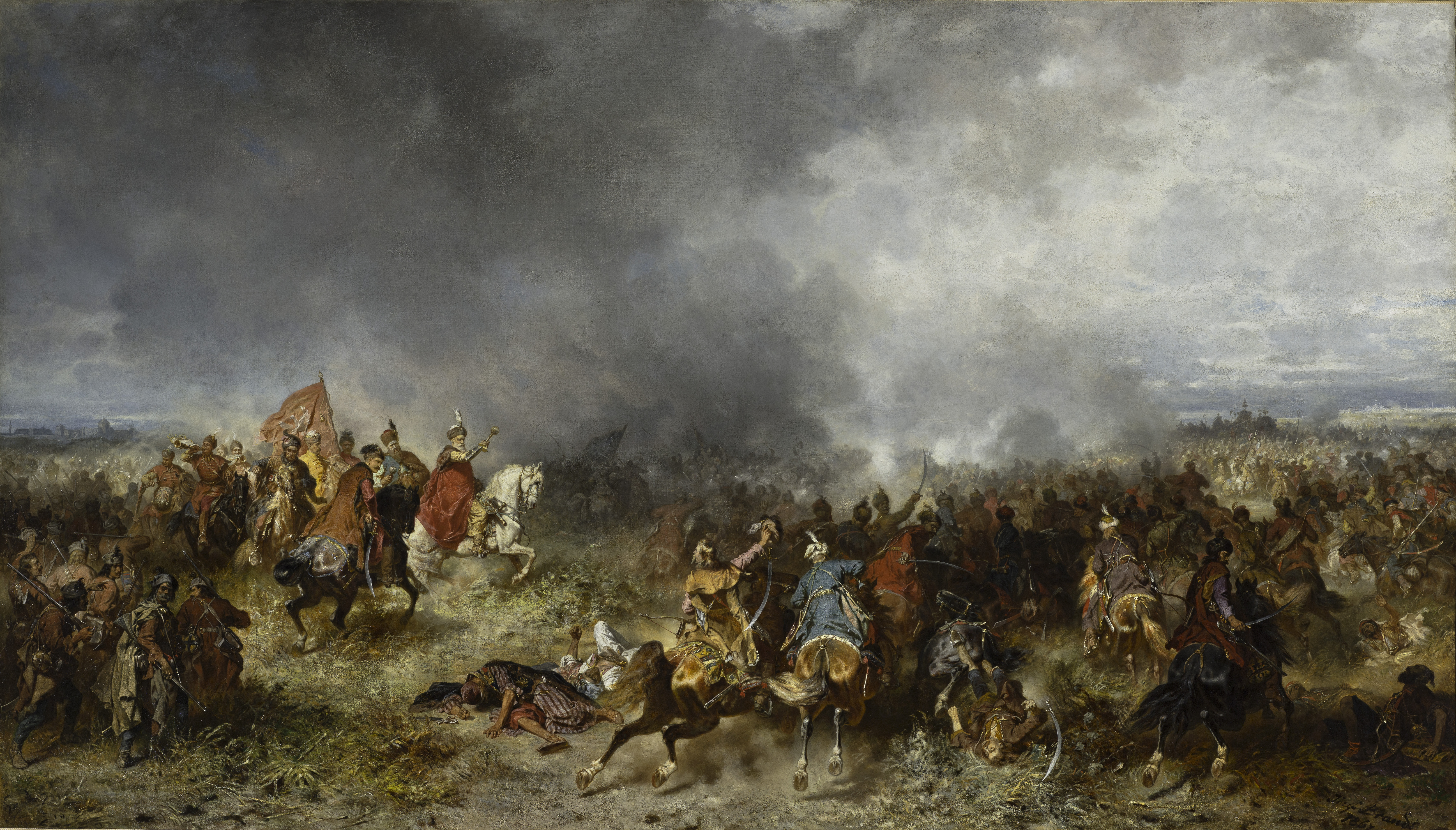
Józef Brandt: Die Schlacht bei Chocim 1621 gegen das Osmanische Imperium, Gemälde aus dem Jahre 1867. Chodkiewicz ist links auf dem Schimmel im roten Gewand zu sehen.

Jan Karol Chodkiewicz (* 1560; † 24. September 1621 bei Chotyn in Moldawien) war ein bedeutender polnisch-litauischer Adeliger und Feldherr. Er wurde 1600 Feldhetman von Litauen (bis 1605), dem ab 1605 das Amt des Großhetmans von Litauen folgte; auch hatte er verschiedene Ämter eines Starosten und Wojewoden inne. Chodkiewicz gehörte zu den talentiertesten europäischen Feldherren des frühen 17. Jahrhunderts.

## Familie
Chodkiewicz stammte aus einem angesehenen litauischen Adelsgeschlecht. Er war der Sohn des Großhetmans von Litauen, Jan Hieronimowicz Chodkiewicz, des Kastellans von Wilna und Gouverneurs von Livland, und der Krystyna Zborowska, Tochter einer polnischen Magnatenfamilie aus Zborow. Jan Karol besuchte die Universität von Wilna, bereiste dann fast ganz Westeuropa und kämpfte unter anderem an der Seite des habsburgischen Spaniens gegen die Republik der Sieben Vereinigten Niederlande.

## Tätigkeit
Nach seiner Rückkehr nahm er unter der Führung Jan Zamoyskis und Stanisław Żółkiewskis an den Feldzügen in die Walachei und gegen die aufrührerischen Kosaken teil. Jener überließ ihm 1602 den Oberbefehl über das polnische Heer in Livland und die Fortsetzung des Krieges gegen die Schweden. Chodkiewicz siegte bei Dorpat und Weißenstein, wofür er Großhetman von Litauen wurde, und schlug 1605 mit geringer Mannschaft König Karl IX. in der Schlacht bei Kirchholm. Der internationale Ruhm dieses Sieges der Polen gegen die Schweden war so groß, dass die Schlacht in einer nur kurz nach dem Ereignis in Rom publizierten Radierung von Antonio Tempesta dargestellt wurde (Bartsch Nr. 634). Allerdings verhinderte der innere Zustand Polens, dass Chodkiewicz diesen Sieg nutzen konnte. Als das Heer wegen des rückständigen Soldes nicht mehr weiterkämpfte, setzte er den Kampf aus eigenen Mitteln noch eine Zeitlang fort.
Nachdem er mit den Schweden 1611 einen Waffenstillstand geschlossen hatte, wurde er von König Sigismund III. Wasa zur Fortsetzung des Krieges gegen das Zarentum Russland gerufen, den Polen zur Unterstützung des Zweiten falschen Demetrius begonnen hatte. Obgleich man Moskau besetzt hatte, nahm der Verlauf des Krieges eine sehr ungünstige Wendung. Chodkiewicz wurde von der russischen Landwehr in der Schlacht bei Moskau besiegt, weswegen die polnisch-litauische Garnison Moskaus im Folgenden kapitulieren musste. Chodkiewicz zog in Russland umher, ehe er 1618 nach vielen Mühseligkeiten im Vertrag von Deulino freien Rückzug nach Polen erhielt.
Daraufhin erhielt Chodkiewicz den Oberbefehl gegen die türkischen Osmanen; er starb aber mitten während unglücklich verlaufender Kämpfe 1621 bei Chotyn.